# 一戸誠太郎
一戸 誠太郎（いちのへ せいたろう、1996年1月25日 - ）は、北海道網走郡美幌町出身のスピードスケート選手。ANA社員アスリート。

## 人物
父の指導でスケートを始め、中学卒業までは北海道の美幌町で過ごす。山形県の山形県立山形中央高等学校を経て、長野県の信州大学教育学部に進学。大学4年の時にナショナルチームに入り、チームパシュートに一員として練習しながら重ね、2018年平昌オリンピック日本代表になった。
2020年3月の世界オールラウンド選手権で総合3位となり、日本の男子が表彰台の立つのは、1997年の2位になった白幡圭史以来、23年ぶりとなった。
2022年北京オリンピックのスピードスケート競技では、男子5000mに出場し6分19秒81で12位だった。また男子1500mに出場し1分45秒53で10位だった。男子マススタートでは1回戦を突破し決勝で8位入賞となった。
高校時代のあだ名は「ナンバーワン・ボーイ」。